# GS스퀘어
GS스퀘어는 GS리테일에서 운영하였던 백화점이다. 1992년 10월 30일 LG유통 생활백화점 사업 부문 안산점이 문을 연 이후, 2010년 5월 2일까지 경기도에만 총 3개의 매장(구리점, 부천점, 안산점)을 운영했다. 2010년 2월 9일 GS리테일의 구조조정에 따라 GS마트와 함께 롯데쇼핑에 매각되었고, 2010년 5월 3일부터 롯데백화점의 총 3개 건물로 상호를 달게 되었다.

## 연혁
- 1992년 10월 30일 LG유통 생활백화점 사업 부문 안산점 개점
- 1994년 2월 7일 LG마키 설립
- 1994년 6월 18일 LG백화점으로 상호 변경
- 1995년 8월 28일 일본 마쓰야[松屋]백화점과 경영협력 조인식을 체결
- 1996년 4월 사보 《백화》를 창간
- 1996년 11월 1일 부천점 개점
- 1998년 4월 3일 구리점 개점
- 1999년 10월 홈페이지 개설
- 2002년 5월 (주)LG유통과 피합병 계약을 체결하고 7월 1일 (주)LG유통에 통합되었다.
- 2005년 3월 31일 (주)LG유통이 (주)GS리테일로 사명을 변경함에 따라 GS스퀘어로 상호를 변경하였다.
- 2010년 2월 9일에 롯데쇼핑에 GS스퀘어 매각
- 2010년 4월 30일 GS스퀘어 3개 매장 영업 종료 착수, 나머지 3개 매장 영업중
- 2010년 5월 3일부터 롯데백화점으로 상호 사용.

## 주요 사업
생필품, 의류, 잡화 등을 취급하는 백화점과 쇼핑센터의 설치 및 경영과 부대사업 일체